# Herbert Wilcox
Herbert Wilcox, all'anagrafe Herbert Sydney Wilcox  (Cork, 19 aprile 1890 – Londra, 15 maggio 1977), è stato un produttore cinematografico, regista e sceneggiatore irlandese.

## Biografia
Produttore di oltre un centinaio di pellicole, più della metà delle quali da lui stesso dirette, svolse la sua attività prevalentemente tra il Regno Unito e gli Stati Uniti, fin dagli anni del cinema muto.
Nel 1926, insieme al produttore statunitense J. D. Williams, fondò la British National Pictures. Parallelamente, iniziò la costruzione degli Elstree Studios, che presto sarebbero stati rilevati dalla British International Pictures: fu attivo fino alla bancarotta, negli anni sessanta.
Nel 1932 diresse il suo primo film con protagonista l'attrice Anna Neagle, che sposò nel 1943 e con cui rimase fino alla morte. La coppia collaborò a una trentina di pellicole, diventando un'istituzione del cinema britannico e spaziando nei più diversi generi. Durante gli anni trenta, da ricordare i film La favorita di Carlo II (1934) e Peg of Old Drury (1935), due vivaci commedie in costume, e La grande imperatrice (1937), sfarzosa e celebrativa biografia della Regina Vittoria. 
Wilcox e la Neagle furono chiamati a Hollywood e firmarono un contratto con la casa produttrice RKO Pictures. Il loro primo film americano fu La storia di Edith Cavell (1939), remake di Dawn (1928), una pellicola muta in cui Wilcox aveva diretto Sybil Thorndike. Subito dopo tornarono al registro leggero, realizzando tre consecutive commedie musicali, tutte basate su popolari successi teatrali, Irene (1940), con Ray Milland, No, No, Nanette (1940), con Victor Mature, e Sunny (1941), con Ray Bolger. 
Prima di ripartire per l'Inghilterra, Wilcox diresse alcune sequenze di Per sempre e un giorno ancora (1943), la drammatica saga di una famiglia londinese dal 1840 ai difficili giorni del Blitz nel 1940. La Neagle vi recitò nuovamente con Ray Milland e accanto ad altri celebri attori britannici come Claude Rains e Charles Laughton. Rientrati in patria, nel secondo dopoguerra, Wilcox e la Neagle lavorarono a numerose commedie leggere, come Incontro a Piccadilly (1946), Le vie del destino (1947), L'impareggiabile Richard (1948) e Il paradiso delle donne (1949).

## Filmografia parziale

### Regista
- Chu-Chin-Chow (1923)
- Decameron Nights (1924)
- Madame Pompadour (1927)
- Mumsie (1927)
- Dawn (1928)
- La donna in bianco (The Woman in White) (1929)
- Ottocento romantico (Bitter Sweet) (1933)
- Capriccio di femmina (The Blue Danube) (1932)
- La fioraia di Vienna (Good Night, Vienna) (1932)
- La favorita di Carlo II (Nell Gwyn) (1934)
- Peg of Old Drury (1935)
- Limelight (1936)
- La grande imperatrice (Victoria the Great) (1937)
- La storia di Edith Cavell (Nurse Edith Cavell) (1939)
- Sunny (1939)
- No, No, Nanette (1940)
- Per sempre e un giorno ancora (Forever and a Day) (1943)
- Incontro a Piccadilly (Piccadilly Incident) (1946)
- Le vie del destino (The Courtneys of Curzon Street) (1947)
- L'impareggiabile Richard (Spring in Park Lane) (1948)
- Il paradiso delle donne (Maytime in Myfair) (1949)
- The Lady with a Lamp (1951)
- Ritorna il terzo uomo (Trent's Last Case) (1952)
- Riso tragico (Laughing Anne) (1953)
- Il tiranno di Glen (Trouble in the Glen) (1954)
- Le armi del re (Lilacs in the Spring) (1954)
- L'amante del re (King's Rhapsody) (1955)
- Gli anni pericolosi (These Dangerous Years) (1957)

### Produttore
- The Wonderful Story, regia di Graham Cutts (1922)
- Chu-Chin-Chow, regia di Herbert Wilcox (1923)
- General John Regan, regia di Henry Edwards (1933)
- Non mi sfuggirai (Escape Me Never), regia di Paul Czinner (1935)
- Il masnadiero (The Beggar's Opera) (1952)